# Guibemantis bicalcaratus
Guibemantis bicalcaratus is een kikker uit de familie gouden kikkers (Mantellidae). De soort werd voor het eerst wetenschappelijk beschreven door Oskar Boettger in 1913. De soort behoort tot het geslacht Guibemantis.

## Leefgebied
De soort is endemisch in Madagaskar. De soort komt voor in het noorden en noordoosten van het eiland en leeft tot op een hoogte van 1200 meter boven zeeniveau. Ook komt de soort voor op het eiland Île Sainte-Marie, in Nationaal park Andohahela en Nationaal park Montagne d'Ambre.

## Beschrijving
Mannetjes hebben een lengte van 22 tot 26 millimeter en vrouwtjes worden 24 tot 29 millimeter lang. De rug is lichtbruin tot geelachtig met kleine donkere vlekjes en een lichte streep aan de zijkant. Bij de ogen loopt een donkere streep. De buik is gelijkmatig en licht van kleur.
De soort legt eitjes in de bladoksels (phytotelmata) van planten uit het geslacht Pandanus.

## Synoniemen
- Gephyromantis bicalcaratus (Boettger, 1913)
- Mantidactylus bicalcaratus (Boettger, 1913)
- Rhacophorus bicalcaratus Boettger, 1913